# Liste des officiers au Parlement de Provence
Cet article présente la liste de tous les officiers ayant appartenu au parlement de Provence, appelé également parlement d'Aix, depuis sa création le 10 juillet 1501 jusqu'à sa suppression définitive le 30 septembre 1790.

## La composition du parlement de Provence
Par l'édit royal de Lyon, fait le 10 juillet 1501, repris par les lettres patentes de Grenoble du 26 juin 1502, le roi Louis XII, établit un parlement de Provence en la ville d' Aix, qui remplace le Conseil éminent. Le Parlement, créé par cet édit, devait être composé d'un président et onze conseillers dont quatre d'église et sept laïques. La Cour dispose d'un avocat général et fiscal, de deux procureurs généraux sous ses ordres, d'un avocat et d'un procureur des pauvres. Cette institution est aussi pourvue de quatre secrétaires et greffiers et de trois huissiers ; mais, ils n'étaient pas considérés comme faisant partie du parlement.
Ainsi constitué de 24 personnes (il en regroupera 98 au début du XVIIIe siècle, sans compter la chancellerie et le personnel subalterne des greffes), et comme la peste exerçait alors ses ravages dans la capitale, le parlement est installé à Brignoles, le 8 juillet 1502, par les soins du lieutenant du sénéchal, Simon de Rye, qui reçut les serments.
Le parlement fut définitivement supprimé, près de trois siècles plus tard, le 30 septembre 1790.

## La nomination des premiers membres
Les noms des premiers membres du parlement figurent dans le préambule de l'édit de création. Il appelait à la présidence le juriste et historien Michel Riccio (alias Michel de Ris) et empruntait au Conseil éminent trois conseillers : Emery d'André (alias Andrea), garde des Sceaux et premier conseiller, devient premier conseiller du parlement, Bertrand Durand et Pierre Mathieu (alias Mathei), maîtres des requêtes et conseiller, deviennent conseillers lais. L'avocat général, Antoine Murri, conserve ses fonctions d'avocat du fisc, les deux procureurs généraux Jacques Delange et Aimé Curet, celles de procureurs fiscal désormais procureur général fiscal et Nicolas Clapier celles d'avocat des pauvres. Sept d'entre eux était donc déjà membre du conseil éminent,.
L'exécution de l'édit ne fut pas immédiate, et dans l'intervalle, des modifications du personnel étaient effectués : Michel Riccio était devenu indispensable à Naples et Antoine Mutti (alias Murri) était mort. Le roi pour pourvoir à la présidence, fit de nouveau appel à un Dauphinois, et désigna Antoine Mulet qui était précédemment conseiller au parlement de Grenoble. En l'office d'Antoine Mutti, Nicolas de Saint-Martin, qui appartenait à une riche familles arlésienne, fut reçu le jour de l'installation du Parlement, avocat général. Enfin, le roi prononça une permutation entre Emery d'André, nommé précédemment premier conseiller, et Louis de Forbin, seigneur du Luc, grand président de la chambre des comptes jusqu'en 1502, date de l'échange des charges,.

## Liste des officiers au parlement de Provence

### Premiers présidents
Ce n'est que le 21 octobre 1502, sous la présidence d'Antoine Mulet, que le parlement s'installe dans la grande audience du palais d'Aix-en-Provence. Après relecture des édits fondateurs, les consuls et l'assesseur d'Aix, jurent à ses membres d'observer et de maintenir les privilèges de la ville et les statuts et libertés de la Provence.
| No | Dates     | Nom                           | Portrait | No | Dates               | Nom                                          | Portrait |
| -- | --------- | ----------------------------- | -------- | -- | ------------------- | -------------------------------------------- | -------- |
| 1  | 1501-1502 | Michel Riccio (Michel de Ris) |          | 13 | 1616-1621           | Marc-Antoine d'Escalis                       |          |
| 2  | 1502-1507 | Antoine Mulet                 |          | 14 | 1621-1632           | Vincent-Anne de Forbin-Maynier               |          |
| 3  | 1507-1509 | Accurse Maynier               |          | 15 | 1632-1636           | Hélie Lainé                                  |          |
| 4  | 1509-1530 | Gervais de Beaumont           |          | 16 | 1636                | Guillaume de Fieubet                         |          |
| 5  | 1530-1531 | Thomas Cuisinier              |          | 17 | 1636-1642           | Joseph de Bernet                             |          |
| 6  | 1531-1541 | Barthélemy de Chasseneuz      |          | 18 | 1644-1655           | Jean de Mesgrigni                            |          |
| 7  | 1541-1544 | Guillaume Garçonnet           |          | 19 | 1655-1671           | Henri de Forbin-Maynier                      |          |
| 8  | 1544-1557 | Jean Maynier                  |          | 20 | 1674-1690           | Arnoul Marin                                 |          |
| 9  | 1557-1564 | Jean-Augustin de Foresta      |          | 21 | 1690-1710           | Pierre-Cardin Lebret                         |          |
| 10 | 1564-1590 | Bernard Prévot                |          | 22 | 1710-1735           | Cardin Lebret                                |          |
| 11 | 1590-1599 | Artus de Prunières            |          | 23 | 1735-1748           | Jean-Baptiste des Gallois de La Tour         |          |
| 12 | 1599-1616 | Guillaume du Vair             |          | 24 | 1748-1771 1775-1790 | Charles Jean-Baptiste des Gallois de La Tour |          |

### Président à mortier
En 1542, la crue des offices a commencé. Une deuxième charge de président, dite « à mortier » (du nom de leur toque de velours, garni de fourrure), est créée. Le premier à être nommé à cette charge est :  Jean Maynier d'Oppède. Le Président  Garçonnet, en exercice depuis le 18 juin 1541, devient ainsi premier président.
- Jean Maynier d'Oppède (1542)
- François de La Fonds (alias Lafont) (1543)
- Rémy Ambroix (1553)
- Jean-Augustin de Foresta (1554)
- Louis Puget de Fuveau (1554)
- François de Pérussis de Lauris (1558)
- Gaspard Garde de Vins (1559)
- Louis de Coriolis (1568)
- Boniface de Pellicot (1573)
- Claude de Pérussis (1575)
- Robert de Montcalm (1575)
- François d'Estienne de Saint-Jean (1585)
- Louis Chaine (alias Chène) (1585)
- Raimond de Piolenc (1587)
- Marc-Antoine Escalis (1595)
- Laurent Coriolis de Corbières (1600)
- Joseph Aimar de Montlaur (1604)
- Honoré Aimar de Montsallier (alias Aymar) (1610)
- Jean-Baptiste Chaine (1613)
- Vincent-Anne de Forbin-Mainier d'Oppède (1615)
- Jean-Louis Monier de Châteaudeuil (1616)
- Gabriel Estienne de Saint-Jean (1621)
- Antoine Séguiran de Bouc (1622)
- Jean-Baptiste de Forbin de La Roque (d)  (1624)
- Jean-Augustin de Foresta de La Roquette (1632)
- Louis de Paule (1632)
- Charles de Grimaldi-Régusse (alias Grimaldy de Régusse) (1643)
- Honoré de Coriolis (1625)
- Henri de Forbin-Maynier d'Oppède (1645)
- Lazare du Chaine de La Roquette (1644)
- Melchior de Forbin de La Roque (d)  (1645)
- Louis de Cormis de Bregançon (1650)
- Pierre de Coriolis de Villeneuve d'Espinouse (1651)
- Henri d'Escalis de Sabran de Bras (1655)
- Auguste Thomas de La Garde (1662)
- Jean de Simiane de La Cepède de La Coste (1662)
- Jean-Baptiste de Forbin-Maynier d'Oppède (1673)
- Gaspard Grimaldy de Régusse (1674)
- Claude Milan de Cornillon (1674)
- Joseph-Anne de Valbelle de Tourves (1686)
- Jean-Baptiste-Joseph de Coriolis de Villeneuve d'Espinouse (1690)
- Silvy Raousset de Boulbon (1694)
- Antoine Albert du Chaine de Saint-Martin d'Alignosc (1694)
- Pierre-Joseph de Laurens de Saint-Martin de Pallières (1694)
- François Boyer de Bandol (1699)
- Jean-Baptiste Thomassin de Saint-Paul (1702)
- Jean-Baptiste de Maliverny (1702)
- Honoré-Henri de Piolenc (1702)
- Jean-Estienne de Thomassin de Saint-Paul (1705)
- Pierre-Joseph de Laurent de Saint-Martin de Pallières (1709)
- Pierre de Coriolis d'Espinouse (1712)
- Cosme de Valbelle (1718)
- Zacharie de Raousset de Boulbon (1718)
- Charles de Grimaldi-Régusse (alias Grimaldy de Régusse) (1720)
- Charles-Louis-Sextius de Grimaldi-Régusse (alias Grimaldy de Régusse) (1724)
- Joseph-Claude de Maliverny (1731)
- Jean-Louis-Gabriel de Thomassin de Saint-Paul (1731)
- Jean-Baptiste Bruny d'Entrecasteaux (1733)
- François-Charles-Xavier de Coriolis de Villeneuve d'Espinouse (1736)
- André-Elzéard d'Arbaud de Jouques (1740)
- Gaspard de Gueidan (1740)
- Louis de Thomassin de Peynier (1742)
- Jules-François-Paul Fauris de Saint-Vincens (1746)
- Alexandre Jean-Baptiste de Boyer (1747)
- Jean-Luc de Thomassin de Peynier (1748)
- Joseph-Étienne de Thomassin de Saint-Paul (1756)
- Bruno-Paul-Théodore Bruny d'Entrecasteaux (alias Pierre-Paul-Théodore) (1756)
- Pierre de Laurens de Peyrolles (1766)
- Michel-Antoine d'Albert de Saint-Hippolyte (1767)
- André-Elzéard Arbaud de Jouques (1768)
- Jean-Louis-Martin Arlatan de Montaud (1776)
- François-Marie-Jean-Baptiste de Cabre (1776)
- Jean-Baptiste Jérome Bruny de La Tour d'Aigues (1777)
- Alexandre de Fauris de Saint-Vincens (1782)
- Jean-Baptiste-Joseph-Guillaume-Bruno Bruny d'Entrecasteaux (1782)
- Michel-Gabriel-Albert d'Albert de Saint-Hippolyte (1782)

### Conseillers d'honneur
On trouve dans Essais historiques sur le parlement de Provence de Prosper Cabasse et dans l'Histoire du Parlement de Provence de Jean-Baptiste d'Esmivy de Moissac, un chapitre intercalé entre les Présidents à mortier et les Conseillers, appelé par Boisgelin : Conseillers d'honneur.
- Pierre Filholi
- Antoine Filholi
- Augustin Grimaldi (alias Grimaldy)
- Antoine Lascaris de Tende
- Claude d'Haussonville
- Jean de Lauzon
- Antoine Seguier
- Paul Hurault de L'Hôpital
- François Cazet de Vautorte
- Claude Bazin
- Michel Begon
- Jean-Louis Habert
- Pierre Arnoul
- Benigne-Jérôme Trousset
- Charles-Marin Hutson (alias Jean-Baptiste)

### Conseillers
Louis de Forbin de Solliès (alias Soliers) fut nommé premier conseiller à l'institution du parlement de Provence, par le second édit d'érection donné à Grenoble le 26 juin 1502. L'édit de Lyon, de juillet 1501, fixait les gages des conseillers lais à 300 livres et ceux des conseillers ecclésiastiques à 250. Au XVIIIe siècle, ils s'élevaient à environ 800 livres. Cela ne faisait pas un très gros rapport pour des charges qui valaient au même moment 40 000 livres pour un conseiller. La plupart d'entre eux tiraient leurs richesses, des terres et des seigneuries et le pouvoir judiciaire contribuait à leur prestige et à leurs capacités d'influence.
- Louis de Forbin de Solliès (alias du Luc de Soliers) (1502)
- Guillaume Puget (1502)
- Jean de Cuers (1502)
- Raimond de Ricard (1502)
- Pierre e Brandis d'Auribeau (1502)
- Bertrand Durand de Fuveau (1502)
- Melchior Séguiran de Vauvenargues (1502)
- Pierre Mathieu du Revest (alias Mathei) (1502)
- Simon Tributiis de Sainte-Marguerite (1502)
- Michel Audibert (1502)
- Gaspard Duperier (1502)
- Marcelin Guiramand de La Penne (1505)
- Jean Tournatoris de Canillac (1508)
- Bertrand Rostagni (1509)
- Esprit Parisiis (1509)
- Antoine d'Albis (1510)

En 1512, deux charges de conseillers sont créées, pour remplir les deux premiers offices qui viendraient à vaquer.
- Toussaint de Coriolis (1512)
- Claude-Gaspard Jarente de Sénas(1512)
- François Guérin (alias Guarini) (1516)
- Alexandre-Amédée Imbert (1517)
- Nicolas de Cève (alias Seva) (1520)
- Geoffroy Salla de Montjustin (1521)

En 1522, un nouvel office de conseiller est institué en faveur de Jean Maynier, baron d'Oppède.
- Jean Maynier d'Oppède (1522)

En 1523, la crue des offices continus, deux nouveaux offices sont proposés, le premier en faveur d'Arnaud Albe, seigneur de Rocquemartine, et le second en faveur du seigneur de Saint-Martin-de-Pallières.
- Arnaud Albe de Rocquemartine (alias Aube) (1523)
- Charles Glandevès de Saint-Martin de Pallières (1523)
- Georges Durand de Peynier (1524)
- Louis de Garnier (alias Garnerii) (1524)
- Louis de Martin de Puyloubier (1528)
- Joachim de Sade de Mazan (1530)
- Fouquet Fabri de Rians (1532)
- François Sommati du Castelar (1533)
- Honoré Tributiis de Sainte-Marguerite (1533)
- Antoine Rolland de Reauville (1533)
- Nicolas Emenjaud de Riez (1535)
- Jean Donneault (1535)
- François Rascas de Bagarris (1536)
- Bertrand Badet (1539)
- Remy Ambrois (1539)
- Gaspard Arcussia d'Esparron (1542)

En 1543, dix offices de conseillers sont à nouveau créés, dont deux charges de conseillers clercs. Le parlement est alors divisé en deux chambres : la Grand Chambre et la chambre criminelle, dite « chambre Tournelle ».
- Gaspard Garde de Vins (1543)
- Antoine Gaufridy de La Galinière (1543)
- Jean de Beaumont (1543)
- Jean-Augustin de Foresta (1543)
- Accurse Léon (1543)
- François Pérussis de Lauris (1543)
- François Genas d'Eguilles (1543)
- Claude Panisse de Montfaucon (1543)
- Pierre Bompar de Magnan (1543)
- Barthélemy Thomas de Millaud (1544)
- Antoine de Saint-Marc (1544)
- Louis Puget de Fuveau (1544)
- Nicolas Fabry de Rians (1545)
- Honoré Sommaty du Castelar (1552)
- Guillaume du Chaine (alias Chène) (1552)
- Pierre de Montbel (1552)
- André Dardillon de Montmirail (alias Ardillon) (1553)
- Jean Salomon (1553)

L'année 1554 voit l'érection d'une troisième chambre, dite « des enquêtes », mais cette chambre sera supprimée en 1560.
- Raphaël Sacco (1554)
- Esprit Vitalis de Pourcieux (1554)
- Henry Veteris de Puimichel (1554)
- Pierre Ferrier de Sainte-Croix (1554)
- Honoré Laugier de Collobrières (1554)
- Louis d'Antelmi (1554)
- Charles Châteauneuf de Mollégès (1554)
- Hugues Dedons (1554)
- Jean Giraud de Broves (alias Giraudi) (1554)
- Louis de Coriolis (1554)
- Guillaume d'Aymar (alias Aimar) (1554)
- Claude e Michaelis (1554)
- Bertrand Romans (1555)
- Claude Durand de Peynier (1556)
- Martin Mouton (1556)
- André Pena (1556)
- Jean Ferrier (1559)
- Joseph Griffon de Saint-Césaire (1560)
- Jean Arcussia de Gardanne (1560)
- Antoine d'Ollivary (alias Olivary) (1567)
- Claude de Simiane (1567)

En 1568, la crue des offices, interrompue en 1561, a repris son cours. L'édit de Paris, de février 1568, établit cinq nouveaux offices, en remplacement de quatre autres qui avaient été supprimés. Depuis 1561, neuf offices de conseillers, dont les titulaires sont décédés, n'ont pas été pourvus. Le parlement formule des remontrances et refuse l'enregistrement, en vain, car il est contraint d'enregistrer par lettres de jussion faites à Saint-Maur-des-Fossés le 10 septembre 1568. En octobre 1568, les quatre offices non pourvus sont créés à nouveau.
- Pierre Léone (1568)
- Pierre de Séguiran (1568)
- Antoine de Suffren (1568)
- Antoine Ciron (1568)
- Étienne Puget de Fuveau (1569)
- Pierre Rainaud (1569)
- Nicolas Flotte de Roquevaire (1569)
- Boniface Bermond de Penafort (1569)
- Raynaud de Tressemanes (1570)
- Bertrand de Désidéry (alias Desidery) (1570)
- Jean-André Thomassin d'Anac (1569)
- Jean Rascas de Bagarris (1570)
- Vincent de Boyer d'Éguilles (1571)
- François Guérin (1571)
- Rainaud Fulconis (1571)
- Jean Agar (1571)
- Pierre de Vento (1571)
- Claude Arnaud de Riez (1571)
- Christophe Blancard (1572)
- Jean Rainaud (1572)
- Melchior Rochas d'Aiglun (1572)
- François d'Estienne de Saint-Jean (1572)
- Claude Fabry de Rians (1572)
- Antoine Emenjaud de Barras (1573)
- Melchior Tributiis de Sainte-Marguerite (1572)
- Boniface de Pellicot (1573)
- Ollivier Tulles de La Brillanne (1574)
- Rainaud d'Espagnet (1575)
- Raimond d'Espagnet (1575)
- François de Saint-Marc (1575)
- Paul Chailan de Mouriès (1575)
- Balthasard de Giraud (1576)
- Revillasc Rouillas (1577)
- Esprit de Crose Peironnety de Lincel (alias Esprit-Perronety Croze) (1577)
- Pierre Puget de Tourtour (1577)
- Louis du Chaine (1578)
- Christophe de Foresta de Trets (1578)
- Jean Lacépède d'Aigalades (1578)
- Guillaume Cadenet de Tournefort (1578)
- Hercule de Bompar (alias Bompard) (1578)
- Antoine Calvi de Reillanne (1581)
- Pierre Dedons (1581)
- Jean Villeneuve de Mons (1581)
- François de Foresta de Rougiers (1581)
- Melchion de Désidéry (1582)
- Marc-Antoine d'Escalis de Bras (1582)
- Jean-Baptiste de Tressemanes (1584)
- Jean-Pierre d'Ollivary (1585)
- Jean-Louis Leidet de Sigoyer (1586)
- Balthasard de Périer (1586)
- Arnoux Joanis de Châteauneuf (1586)
- Antoine de Séguiran (1586)
- Joseph de Mazargues, seigneur de Malijay (alias Masargues) (1587)[13]
- Marc-Antoine d'Espagnet (1587)
- Jean-Augustin Thomassin d'Ainac (1587)
- Honoré de Saint-Marc (1587)
- Antoine Ailhaud (alias Aillaud) (1588)
- Gaspard de Séguirand d'Auribeau (1578)
- Antoine Thoron de Thoard (1588)
- Jean-André d'Aymay (alias Aimar) (1588)
- Alexandre Guérin de Castelet (1590)
- Estienne de Paul (1590)
- Philibert d'Estienne de Villemus (1595)
- Honoré Gautier d'Artigues (1593)
- Jean d'Antelmy (1596)
- Antoine Badet de Gardane (1598)
- Pierre e Blancard (1598)
- Menaud Monier de Mélan (1597)
- Gaspard Laidet de Fombeton (alias Leidet) (1599)
- Jean de Venel (1599)
- Christophe Maynier d'Oppède (alias Meinier) (1599)
- Julien de Perier de Clumens (1599)
- Gaspard Glandevès de Cuges (1599)
- Palamède de Suffren (1600)
- Jacques d'Albert (1600)
- Pierre de Trichaud de Saint-Martin (1602)
- Jean-Baptiste du Chaine (1602)
- Vincens-Anne de Forbin-Maynier d'Oppède (alias Forbin-Meinier) (1603)
- Honoré d'Agut (1603)
- Jean-Baptiste de Boyer d'Eguilles (1604)
- Jean-Augustin Flotte de Saint-Joseph (1604)
- Raimond Maynier de Lambert (1607)
- Claude-Nicolas Fabry de Peiresc (1607)
- Alexandre Thomassin d'Ainac (1607)
- Jean-Baptiste ovet de Marignane (1609)
- Gabriel d'Estienne de Saint-Jean(1606)
- Louis d'Arnaud (1611)
- Arnaud Bermond de Pennafort (1613)
- Nicolas du Chaine (1613)
- Louis e Paule (1614)
- Louis-Hugues Dedons de La Penne (1615)
- Alexandre Galiffet du Tholonet (1615)
- François de Saint-Marc (1615)
- Antoine Gautier de Minet (1615)
- André de Ballon (1616)
- Jacques Boniface de La Môle (1618)
- Louis Leidet de Fombeton (1619)
- Jean Leidet de Sigoyer (1620)
- Scipion de Foresta de Collongue (1597)
- Jean-Augustin de Foresta de La Roquette (1621)
- Jean-Baptiste de Forbin de La Roque d'Anthéron (1621)
- Melchion de Masargues, seigneur de Malijay (1622)[14]
- Pierre Laurens de Saint-Martin de Pallières (1622)
- Jean de Joannis de Châteauneuf (1623)
- Gaspard de Villeneuve de Mons (1623)
- Jean-Antoine de Thoron (1623)
- Sébastien d'Albertas de Gémenos (1624)
- Henri de Blancard (1624)
- Lazarin de Suffren (1624)
- Raymond d'Espagnet (1624)
- Charles Guérin du Castelet (1625)
- Jean Roux de Gaubert (1625)
- Léon de Valbelle de Meyrargues (1625)
- Louis d'Antelmy (1626)
- Henri Badet de Gardanne (1626)
- Jean de Guiran de La Brillanne (1627)
- Scipion Chailan de Mouriès (1627)
- François Trichaud de Saint-Martin (1629)
- Honoré Rascas du Cannet (1630)
- Joseph de Gaillard (1631)
- Pierre d'Ollivary (1631)
- Jean-Barthélemy d'Agut (1631)
- Claude Fabry de Rians (1632)
- Charles Lombard de Gourdon (1632)
- Charles de Grimaldi-Régusse (alias Grimaldy de Régusse) (1633)
- Gaspard de Venel (1633)
- Marc-Antoine d'Albert de Roquevaux (1633)
- François Thomassin de Saint-Paul (1633)
- Jean Arbaud de Rognac (1633)
- Jean-Baptiste Thomassin d'Ainac (1634)
- François de Perier de Flayosc (1678)
- Jean-François de Glandevès de Rousset (1637)
- Jean-François Aimar de Châteauneuf (1637)
- Jean-Pierre de Signier (1637)
- Jean-Baptiste de Valbelle de Tourves (1637)
- Henri de Forbin-Maynier d'Oppède (alias Forbin-Mainier) (1637)
- Louis de Saint-Marc (1638)
- Gaspard de Covet de Borne (alias Cauvet) (1639)
- Vincent de Boyer d’Éguilles (1639)
- Jacques d'André (1640)
- César Milan de Cornillon (1640)
- Pierre Raphélis de Roquesante (1641)
- Gaspard d'Honorat de Pourcieux (1643)
- François Clapiers du Puget (1644)
- Charles Tabaret de Volonne (1644)
- Charles Tressemanes de Chasteuil (1645)
- Armand de Monier (1645)
- Jean-Antoine de Bonfils (1648)
- Jacques Gallifet du Tholonet (1647)
- François Thomassin de La Garde (1648)
- César Gaillard de Lonjumeau (1649)
- Pierre Leidet de Sigoyer (1649)
- Pierre Dedons de Pierrefeu (1649)
- Pierre d'Agut (1650)
- Pierre Leidet de Calissanne (1650)
- Honoré d'Estienne du Bourguet (1650)
- Henri d'Escalis de Sabran (1650)
- Jean-Augustin de Michaélis (1650)
- Louis de Suffren (1650)
- Antoine Thoron d'Artignosc (1650)
- François d'Antoine de Saint-Pons (1650)
- François de Foresta (1650)
- André Maurel du Chaffaut (1651)
- Guillaume Autric Vintimille de Baumette (1651)
- Jean-François Mesgrigny de Vandeuvre (alias Mégrigny) (1653)
- Charles d'Antelmy (1653)
- Julien Gautier de Gardanne (1653)
- Henry Laurens de Saint-Martin (1654)
- François Maurel de Sainte-Catherine (1654)
- Dominique Benault de Lubières (1655)
- Lazarin d'Espagnet (1655)
- Henry Guillen de Monjustin (1655)
- Antoine Guiran de la Brillane (1655)
- Alphonse-Louis Arnaud de Rousset (1656)
- Jean Chaillan de Mouriès (1656)
- Jean-François de Coriolis de Limayes (1656)
- Jean-François Roux de Saint-Jeannet (1656)
- Honoré de Piolenc de Beauvoisin (1657)
- François-Rostaing de Cadenet d'Urre de Crapone (1658)
- Alexandre Guérin du Castelet (1659)
- Henry de Forbin-La Fare de Sainte-Croix (alias Forbin de Sainte-Croix) (1659)
- Alexandre Thomassin de Peynier (1659)
- François-Paul de Valbelle de Meyrargues (1659)
- Honoré de Trimond (1659)
- Jean-Baptiste-Jules de Ricard (1659)
- Jean de Simiane (1659)
- Jean-François de Gaufridy (1660)
- Joseph-François Raffelis de Tertulle (1660)
- Gaspard de Ballon de Saint-Julien (1660)
- Jean Roux de Gaubert (1662)
- Antoine Maurel de Volone (1662)
- Scipion Dupérier (alias du Périer) (1663)
- Guillaume L'Estang de Parade (alias de Lestang-Parade) (1663)
- François Boyer de Bandol (alias de Boyer-Bandol) (1665)
- Pierre-Antoine Jouffrey de Bardonêche (1668)
- Simon de Raousset (1668)
- Jean-Joseph d'Orcin de Miraval (1668)
- Vincens de Michaélis (1668)
- François d'Albert de Roquevaux (1669)
- François Leidet de Calissanne (1669)
- Honoré de Gras de Rousset (1669)
- Sextius d'Arlatan de Montaud (1669)
- Dominique de Guidy (1670)
- Joseph Thibaud de Tisaty (1672)
- Joseph de Tressemanes de Chasteuil (1674)
- Louis de Signier (1674)
- Pierre-Joseph de Laurens de Saint-Martin (1674)
- Joseph-François de Piolenc de Beauvoisin (1674)
- Joseph de Cabanes (1673)
- Jean-François de Maurel de Pontevès (1674)
- François de Villeneuve (1674)
- Louis Thomassin de Mazaugues (1674)
- Jean-Pierre de Gassendy (1675)
- Sauveur Michaélis de Martialis (1676)
- Joseph-Anne de Valbelle de Tourves  (1677)
- Jean-Baptiste Boyer d’Éguilles (1677)
- Scipion-Antoine de Foresta de Venel (1680)
- Henri de Guidi (1680)
- Jean-François de Gantès (1680)
- Joseph de Trets (1680)
- Joseph Galice de Bedejun (1681)
- Paul-Albert d'Antelmy (1681)
- Joseph-Jean-Baptiste Suffren de Saint-Tropez (1682)
- Joseph de Balon de Saint-Julien (1682)
- Gaspard Maurel de Valbonnette (1682)
- André Le Blanc de Mondespin (1681)
- Pierre d'Estienne du Bourguet (1682)
- Jean-François de Thoron (1683)
- Louis Thomassin de La Garde (1682)
- Elzéard d'Antoine (1682)
- Louis d'Estienne (1682)
- Henry Benault de Lubières (1683)
- Luc de Lenfant (alias Enfant ou L'Enfant) (1683)
- Joseph Périer de Flayosc (1685)
- François de Franc (1685)
- Louis Bouchet de Faucon (1685)
- Alexandre de Gallifet du Tholonet (1686)
- Charles Lombard de Gourdon (1686)
- Honoré Raphelis de Grambois (1686)
- Pierre Laurens de Peyroles (1686)
- Marc-Antoine d'Espagnet (1688)
- Joseph de Lenfant (alias Enfant ou L'Enfant) (1688)
- Joseph-François Thoron d'Artignosc (1689)
- Pierre Maurel de Valone (1688)
- Paul de Meyronet de Châteauneuf (1688)
- Jean d'Arlatan de Montaud (1689)
- Antoine de Gautier de Valabre (1689)
- Jean-Louis-François Thomassin de Peynier (1690)
- Henry de Cadenet de Lamanon (1690)
- Jean-Baptiste de Maliverny (1690)
- Jean-Hyacinthe Villeneuve d'Ansouis (1691)
- Pierre Revest de Montvert (1691)
- François de Boyer de Bandol (1693)
- Antoine de Trets (1693)
- Alexandre Roux de Gaubert (1693)
- Balthazard de Bezieux (1693)
- Joseph-Paul de Ricard de Brégançon (1693)
- Cardin Lebret (1694)
- Pierre Martigny de Saint-Jean (1694)
- Pierre de Creissel (1694)
- Joseph Arnaud de Nibles (1694)
- Henri Thomas de La Garde (1694)
- Jean-Benoît Roux de Bonneval (1694)
- Jean-Léon Léotard d'Antrages (1694)
- Antoine de Roux d'Arbaud (1695)
- Jean-Baptiste Thomassin de Saint-Paul (1696)
- François de Boniface de Leidet (1698)
- Joseph Maurel du Chaffaut (1698)
- Jacques-Joseph de L'Estang Parade (alias Lestang de Parade) (1698)
- François de Cadenet de Charleval (1698)
- Jean-Augustin de Trémond (1698)
- Mathias Milan de Forbin de Laroque (1699)
- Jean-Baptiste de Félix du Muy (1699)
- Joseph-François de Galice (1701)
- Jean-Baptiste Le Blanc de Luveaune (1701)
- André-Elzéar d'Arbaud de Jouques (1702)
- Jean-Baptiste-Henry de Forbin-Maynier d'Oppède (alias Forbin-Mainier) (1702)
- Guillaume de Raousset de Seillons (1702)
- Jean-François de Reboul-Lambert (alias Reboul de Lambert) (1702)
- André Barrigue de Montvalon (1702)
- Marc-Antoine d'Albert de Roquevaux (1703)
- Pierre-François de Ripert (1704)
- François Maurel de Mons (1701)
- Pierre de Ricard de Saint-Albin (1708)
- Louis de Bouchet d'Estoublon de Faucon (alias Bouchet de Faucon) (1709)
- Jules-François de Meyronnet de Saint-Marc (alias Meironet de Saint-Marc) (1709)
- Jean-Louid-Hyacinthe d'Esmivy de Moissac (alias Esmivi) (1709)
- Jean-Libéral de Laboulie des Aiglades (alias Jean-François) (1709)
- Pierre-Jean de Boyer d'Eguilles (d'Argens) (1709)
- Antoine-François d'Antoine de Roquefeuil (1710)
- César Mark de Tripoli de Panisse-Passis (alias Marc-Panisse de Lamanon) (1711)
- Emmanuel-François-Antoine de Brun de Boades (1711)
- Lazare Ravel des Crottes (1711)
- Pierre de Balon de Saint-Julien (1712)
- Étienne-Martin Maurel de Volone (1712)
- Esprit Le Blanc de Ventabren (alias Blanc) (1712)
- Jean-Joseph d'Orcin de Miraval (1713)
- Jean-François-David de Roux d'Arbaud (1713)
- Joseph-Pierre de Laidet (alias Leidet de Calissanne) (1713)
- Joseph-Ignace Boutassy de Châteaular (1713)
- François-Amiel Barrigue de Fontainieu (1714)
- Jean-André Le Blanc de Mondespin (1714)
- Joseph Lombard de Montauroux (1714)
- Joseph Geoffroy d'Entrechaux (1715)
- Augustin Cadenet de Charleval (1715)
- Pierre Souchon des Praux (1715)
- Louis-François de Gras de Rousset (1716)
- Julien-Simon Périer de Flayosc (1717)
- Pierre-Jean-Baptiste-Joseph de Donodei (alias Donadey) (1717)
- Sextius d'Arlatan de Montaud (1718)
- Charles de Lombard de Gourdon (1718)
- Joseph-Honoré 'Estienne (1718)
- Pierre-Joseph de Benault de Lubières (1718)
- François de Franc (1718)
- Joseph-Philippe de Meyronet de Châteauneuf (1718)
- Louis-Jacques Léotard d'Entrages (1718)
- Pierre d'Isoard de Chénerilles (1718)
- Alexandre-Joseph de Bézieux de Valmousse (1719)
- François-Toussaint Milan de Cornillon (1720)
- Joseph-Raimond de Franc de Maillane (1720)
- Jean-Baptiste Bruny d'Entrecasteaux (1723)
- Henri-Joseph de Thomassin de Mazaugues (1724)
- Louis de Thomassin de Peynier (1724)
- Balthazard de Cymon de Beauval (alias Simon ou Symon) (1724)
- Joseph-Edouard de Corriolis (1724)
- Jean-Baptiste-Augustin de Gautier de Valabre (alias Gautier La Molle de Saint-Pierre) (1727)
- Jules-François-Alphonse d'Arnaud de Nibles (1727)
- Jean-Baptiste Pignet du Guelton (1727)
- Jean-Joseph de Laugier de Beaurecueil (1727)
- Henri d'Espagnet (1728)
- Honoré Barrigue de Montvalon (1729) (doyen du Parlement à sa suppression en 1790)
- André-Bruno Deidier de Curiol (alias de Mirabeau) (1729)
- Louis-Bernard Constans de Beynes (1729)
- Louis-Théodore de Villeneuve d'Ansouis (1731)
- Louis Le Blanc l'Huveaune (alias Blanc de l'Uveaune) (1731)
- Joseph-Charles Mark de Tripoli de Panisse-Passis (alias Marc de Panisse de Passis) (1731)
- Jean-Antoine Gautier du Poët (1731)
- Pierre-Jean e Ravel d'Esclapon (1732)
- Joseph-François evest de Montvert (1734)
- Joseph-François de Cadenet de Charleval (1734)
- Simon-Alexandre-Jean de Gallifet du Tholonet (1734)
- Joseph de Balon de Saint-Julien (1735)
- Antoine Dupuy de La Moutte (1735)
- Charles-Jean-Baptiste des Gallois de La Tour (1735)
- Philippe de Meyronnet de Saint-Marc (alias Meyronet) (1737)
- Jules-François-Paul de Fauris de Saint-Vincent (1737)
- Bernard Barlatier de Saint-Julien (1737)
- Louis-Hercule de Ricard de Bregançon (1740)
- Jean-Joseph-Augustin d' Arbaud de Jouques (1740)
- Louis Le Blanc de Ventabren (1740)
- Louis-Mathieu Barlatier du Mas (1740)
- Pierre-Libéral de Laboulie (1740)
- Henri-Joseph-Gabriel de Trimond de Puymichel (1740)
- Marc-Antoine Barrigue de Montvalon (1742)
- Pierre-Symphorien de Pazery de Thoranne (alias de Thorame) (1743)
- Jean-André-François-Xavier Maurel de Mons de Villeneuve (1743)
- Jean-Baptiste de Bouchet de Faucon (1744)
- Jean-François-Louis d'Allard de Néoules (1744)
- Jean-Baptiste Jérome Bruny de La Tour d'Aigues (1744) (fut ensuite président en 1777)
- Jean-Louis-Honoré d'Esmivi de Moissac (1746)
- Jean-Luc Thomassin de Peynier (1746)
- Honoré-Jean-Joseph-Louis-François-Martin de Gras de Rousset de Prégentil (1746)
- Joseph-François-Ignace de Franc (1746)
- Marc de Guelton du Pignet (1746)
- Joseph-François de Brun de Boades (1746)
- Louis-François Benault de Lubières (1746)
- François-Paul d'Isoard de Chénerilles (1746)
- Jean-Baptiste de Rolland de Tertulle-Réauville (1746)
- Melchior-Boniface-Louis d'Alphéran de Bussan (1746)
- Jacques-Valentin-Bruno de Boutassy de Fuveau (1748)
- Louis-Théodore-Xavier de Cymon de Beauval (alias Symon ou Simon) (1748)
- Louis-Charles-Marie d'Arnaud de Rousset (1748)
- Joseph-Étienne Thomassin de Saint-Paul (1749)
- Pierre-Boniface de Fortis (1749)
- Pierre-Paul-Théodore de Bruny d'Entrecasteaux (1750)
- Joseph Martini de Saint-Jean (alias Martiny ou Martigny) (1752)
- Pierre-Marie de Souchon des Praux (1752)
- Jean-Joseph d'Orcin de Miraval (1756)
- Pierre-Hyacinthe-Lazare de Ravel des Crottes (1756)
- Louis-Laurent-Joseph d'Estienne (1755)
- Jean-Joseph-Dominique-Lazare-Claude Deydier de Curiol (alias Deidier) (1756)
- Paul-Joseph de Meyronet de Châteauneuf (1756)
- Louis-Elzéard de Villeneuve d'Ansouis (1758)
- Jean-Pierre de Méri de La Canorgue (alias Mery) (1757)
- Louis-Jean-Antoine Payan de Saint-Martin (1758)
- Jean-Louis-Martin d'Arlatan-Lauris (1759)
- Paul-Augustin d'Arnaud de Nibles (1759)
- André-Elzéard d'Arbaud de Jouques (1760)
- Pierre-Guillaume 'Estienne du Bourguet (1759)
- Honoré de Camelin (1759)
- Louis-Joseph de L'Isle de Roussillon (alias Lisle) (1759)
- Jean-Alexandre de Bézieux de Valmousse (1759)
- Jean-Baptiste-Benoit Le Blanc de L'Huveaune (alias Blanc de Luveaune) (1759)
- Pierre-Joseph-Libéral de Laboulie (1759)
- François de Cadenet de Charleval (1759) (7e clerc, voir ci-dessous 7e clerc commuée en charge laïque en 1775),
- Jean-Pierre-Armand-Toussaint de Robineau de Beaulieu (1759)
- Jean-Polyeute du Queylar (alias Queilar) (1760)
- Louis-Dominique de Bouchet de Faucon (1765)
- Gaspard-Joseph-Simon-Charles de Raousset de Seillons (1765)
- Joachim-Guillaume Nicolay (1764)
- Jules-François-Bruno de Meyronnet de Saint-Marc (1765)
- Jean-Baptiste-Prosper-Claude-François Le Blanc de Castillon (1765)
- Boniface-Jean-Louis-Denis de Perier de Clumens (1765)
- Jean-Baptiste-François-Hippolyte de Martini de Saint-Jean (alias Martiny) (1767)
- Joseph-Philippe Bonnet de La Baume (1766)
- Honoré-Sauveur Fabry (1766)
- Daniel-Victor de Trimond (1767)
- Emmanuel-Honoré-Hippolyte de Boyer de Fonscolombe (1767)
- François-Auguste-Désiré d'Audibert de Ramatuelle (1767)
- François-Marie-Jean-Baptiste de Cabre (1768)
- Joseph-Victor Clapiers de Saint-Victor (1768)
- Joseph-François de Cadenet de Charleval (1769)
- Étienne-Jean-Baptiste-Louis des Gallois de La Tour (1770)
- Louis-Victor d'Esmivy de Moissac (1770)

Le parlement Maupeou : Le 1er octobre 1771, à dix heures du matin, sous la présidence de Jean-Baptiste d'Albertas, les conseillers des comptes eurent la satisfaction d'occuper les sièges de leurs orgueilleux rivaux. Les membres de l'ancien parlement furent exilés, dans leurs maisons de campagne. De 1771 à 1774, les fonctions du Parlement furent donc remplies en Provence par les membres de la Cour des Comptes. Il n'y eut pendant ce temps aucun changement dans le personnel des officiers du Parlement. En 1775, lorsque les conseillers du Parlement reprirent leurs fonctions, il apparut que l'air de la campagne les avait assagis. Tandis que les membres du parlement de Paris résistaient aux réformes de Turgot, ceux du parlement d'Aix se bornaient à formuler des remontrances. L'édit de rétablissement de 1774 fixa l'effectif du Parlement à soixante-trois membres, puis ce chiffre fut rectifié et porté à soixante-sept (1 premier président, 9 présidents à mortier, 53 conseillers dont 2 clercs, 1 procureur général et 3 avocats généraux).
- François de Cadenet Charleval (1775) (7e clerc, commuée en charge laïque, voir ci-dessus en 1759)
- Henry-Joseph Gautier du Poët (1776)
- François-Pierre-Joseph de Pazery de Thorame (1775)
- Jean-François d'Allard de Néoules (1775)
- Paul-Jean-François d'Alphéran de Bussan (1776)
- Augustin-Honoré-Louis d'Espagnet (1776)
- Pierre-Jean-François de Lisle-Grandville (1776)
- Joseph-Jean-Baptiste-Marc de Franc (1778)
- Jean-Baptiste-Guillaume d’Estienne de Gaufridi de Saint-Estève (1778)
- Bruno de Garidel-Thoron (alias Guaridel) (1777)
- Joseph-Marc Barrigue de Fontainieu (1777)
- Auguste-Hilarion de Bonnet de Costefrède (alias Augustin Bonnet de La Baume) (1778)
- Bruno-Jean-Gaspard Lyon de Saint-Ferréol (1779)
- Antoine Balthazar Joachim d'André (alias Antoine-Balthazar-Joachim, Joseph-Antoine-Balthazar ou Antoine-Balthasard-Joseph) (1779)
- Joseph-Amédée-Xavier de Boisson de La Salle (1779)
- Joseph-Hilarion-Mathieu de Lordoné d'Esparron (alias Lordonet) (1781)
- Antoine-Hippolyte Hermitte de Maillanne (1781)
- Jean-Baptiste-Boniface de Fortis (1782)
- Xavier de Colla de Pradines (1782)
- Jean-François-Marie d'Arquier de Barbegal, sieur de Baumelles (1782)
- Édouard-Joseph Bernardi de Valernes (1782)
- Hyacinthe Dedons de Pierrefeu (1784)
- Louis-Victor de Demandolx (1787)

### Avocats généraux
Avocat du roi au Conseil éminent de Provence, Antoine Mutti fut choisi pour continuer les mêmes fonctions au Parlement. L'exécution de l'édit ne fut pas immédiate et Mutti mourut avant d'être reçu. Le premier à siéger à la charge d'avocat général fut donc Nicolas Saint-Martin, natif de la ville d'Arles. Il était de droit, que le premier avocat général avait la préséance sur le procureur général.
- Antoine Mutti (alias Murri) (1501)
- Nicolas Saint-Martin (1502)
- Antoine Laugier de Colobrières (1512)
- Guillaume Garçonnet (1536)
- Guillaume Guérin (1541)
- Jean Charrier (1554)

Par l'édit de Fontainebleau de février, l'année 1554, voit l'érection d'une deuxième charge d'avocat général, dont est pourvu Jean Puget. La première charge d'avocat général fut ensuite supprimée par l'édit de Reims de 1559, après la mort de Jean Charrier. Mais elle fut rétablie en 1569, en même temps que la deuxième charge, celle de Jean Puget, était supprimée. Jean Puget fut réintégré en 1572. Les charges coexistèrent depuis.
- Jean Puget (1554)
- François d'Ulme (alias Delorme ou de Ulmo) (1559)
- Manaud Monier de Melan (1573)
- Honoré du Laurens (1581)
- Jean-Louis Monier (1595)
- Jean-Étienne Thomassin de Saint-Paul (1600)
- Pierre de Cormis (1618)
- Pierre Porcellets d'Ubaye (1632)
- Louis de Cormis (1635)
- Christophe Fauris de Saint-Clément (1645)
- François Maurel de Volone (1653)
- Hubert Galaup de Chasteuil (1655)
- Jean-Baptiste Gautier de La Molle (1555)
- François d'Honorat de Bompar (alias Boniparis) (1661)
- Antoine d'Albert du Chaine (1677)
- Pierre d'Azan (1690)
- Henri de Cymon (alias Simon) (1693)
- Honoré-Henri de Piolenc de Beauvoisin (1694)
- Jacques-Joseph Gaufridy de Trets (1701)
- Charles de Grimaldi-Régusse (alias Grimaldy) (1702)
- Gaspard de Gueidan (1714)
- Paul Roux de Gaubert (1720)
- Jean-François de Séguiran (1726)
- Jean-François-André Le Blanc de Castillon (alias Leblanc) (1741)
- Pierre Laurens de Peyrolles (1476)
- Pierre-Joseph Laurens de Peyrolles (1746)
- Pierre-Joseph Colonia (1766)
- Paul-Pierre-Joseph de Menc-Campagne (1767)
- François-Bazile-Casimir Maurel de Calissanne (1775)
- Joseph-François-Paul d'Eymar de Montmeyan (1775)
- Raphaël Magalon de Val d'Ardène (1776)
- Théodore-Joseph de Cymon de Beauval (1787)

### Procureurs généraux
- Jacques Angelo (1502)
- Aimé Curet (alias Curati) (1502)
- François de Guérin (alias Garini) (1506)
- François Sommati du Castelar (1519)
- Antoine Donati de Saint-Antonin (1517)
- Louis Thadei (1525)
- Thomas Piolenc de Saint-Julien (1539)
- Jacques de Rabasse (1554)
- Raymond Piolenc de Saint-Julien (1555)
- Balthazard de Rabasse (1572)
- Joseph d'Aimar de Montlaur (1587)
- Louis-François de Rabasse de Vergons (1604)
- Louis de Paul (1611)
- Pierre Guérin de Castelet (1615)
- François de Gantès de Valbonette (1634)
- Guillaume de Rabasse de Vergons (1638)
- Honoré de Rabasse de Vergons (1666)
- Jean-François de Gantès (1674)
- Balthasard de Rabasse de Vergons (1675)
- Pierre-Joseph Laurent de Saint-Martin (1681)
- André de La Garde (alias Lagarde) (1694)
- Guillaume de Rabasse de Vergons (1699)
- Pierre-Jean de Boyer d'Eguilles (1717)

Depuis la résignation de Boyer d'Eguilles en faveur de Ripert de Montclar, le procureur général était une charge unique.
- Pierre-François de Ripert de Monclar (1728)
- Jean-Pierre-François Ripert de Monclar (1732)
- Jean-François-André Le Blanc de Castillon (alias Leblanc) (1775)
- Jean-Baptiste-Prosper-Claude-François Le Blanc de Castillon (1787)

### Chambre des requêtes
La chambre des requêtes fut établie en l'année 1640, à la suite de démêlés entre le parlement et le Conseil du roi. Elle fut convertie en parlement semestre en janvier de l'année 1648. Par suite de l'opposition du parlement, elle ne put fonctionner, et fut déclaré par le roi comme non avenue. Ce parlement semestre, fut supprimé en mars 1649, mais cette suppression ne devint définitive, qu'en début de l'année 1658. Les membres qui en avaient levé les commissions, furent reçus dans d'autres offices.
- Jacques de Gaufridy (1641)
- Pierre de Laidet de Calissane (alias Leidet) (1641)
- Jean Dedons (1641)
- Alexandre de Coriolis (1641)
- Charles de Tressemanes de Chasteuil (1641)
- Balthasard de Rabasse de Vergons (1641)
- Melchior Forbin de La Roque (1641)
- Antoine de Suffren (1642)
- Julien Gaultier de Gardane (1642)
- François de Thomassin (1642)
- François Beaumont de Suavis (1642)
- Léon Trimond d'Aiglun (1642)
- Charles de Laugier de Montblanc (1642)
- Gaspard de Ballon (1642)
- François Puget (1642)
- N. Bernard (?)
- François de Paul (?)
- François de Grasse de La Molle
- André arin de Saint-Michel (1647)
- Pierre Henrici
- Honoré de Raphelis de Vincens d'Agoult (1648)
- Louis de Flotte
- Honoré de Gasquet (1649)

### Avocats, procureurs des pauvres
- Nicolas de Clapiers (1502)
- Louis Bénédicti (1502)
- Laurens de Castellane (1515)
- François Sommat du Castelar (1522)
- Fouquet Fabri de Rians (1531)
- Remy Ambroix (1533)
- Antoine Guaridelly (1533)
- Antoine Fabri (1543)
- François Sabateris (1543)
- Gabriel Pauli (1555)
- Augier Albi (1568)
- Louis Fabri (1574)
- Claude Poulat (1580)
- Jean-Joseph Poulat (1599)
- Alexandre Corpus (1604)
- Antoine Galice (1609)
- Louis Chaix (1624)
- François Poulat (1628)
- Mathieu Galice (1632)
- Nicolas Giraud (1640)
- Pierre Pierrugues (1687)

### Substituts du procureur général
- Guillaume de Rabasse de Vergons (1650)
- Alexandre Guérin (1653)
- Jean-Baptiste Gautier de La Mole (1653)
- Henri Lombard de Faucon (1654)
- Louis Laugier de Beaucouse (1656)
- Jean-Paul Guérin (1665)
- Louis de Laidet de Jarjayes (alias Leidet) (1663)